# Сребрниче
Сребрниче (словен. Srebrniče) је насељено место у општини Ново Место, регија Југоисточна Словенија, Словенија.

## Историја
До територијалне реорганизације у Словенији било је у саставу старе општине Ново Место.

## Становништво
У попису становништва из 2011. године, Сребрниче је имало 112 становника.
| Број становника према пописима | Број становника према пописима | Број становника према пописима |
| ------------------------------ | ------------------------------ | ------------------------------ |
| 1991                           | 2002                           | 2011                           |
| 104                            | 117                            | 112                            |

Напомена: Године 1987. умањено за део насеља који је припојен насељу Поток (Стража).